# كوبي وايت
كوبي وايت (بالإنجليزية: Coby White)‏ هو لاعب كرة سلة أمريكي يلعب في مركز لاعب هجوم خلفي في نادي شيكاغو بولز.

## روابط خارجية
- كوبي وايت على موقع إن بي أي (الإنجليزية)
- كوبي وايت على موقع سبورتس رفرنس (الإنجليزية)
- كوبي وايت على موقع كرة السلة الأوروبية.كوم (الإنجليزية)
- كوبي وايت على موقع إي إس بي إن.كوم (الإنجليزية)
- كوبي وايت على موقع كلية كرة السلة في سبورتس رفرنس.كوم (الإنجليزية)
- كوبي وايت على موقع ريلجم (الإنجليزية)
- كوبي وايت على موقع بروبوليرز (الإنجليزية)